# 卡拉考昌

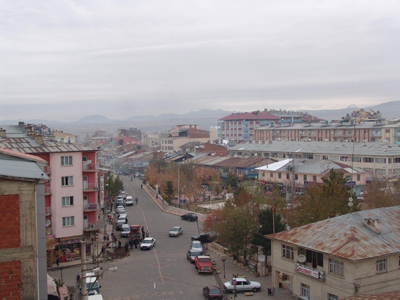
卡拉考昌縣縣城

卡拉考昌（Karakoçan）是位於土耳其东部東安那托利亞地方埃拉泽省的一个縣。2010年3月8日，當地發生6級淺層強烈地震，造成57人死亡。

## 外部連結
- （土耳其文） Karakoçan governor's official website（页面存档备份，存于）
- （土耳其文） Karakoçan municipality's official website
- （土耳其文） Karakoçan local news portal（页面存档备份，存于）

38°57′N 40°02′E / 38.950°N 40.033°E